# 中馬城
中馬城， 又稱中馬監獄營或東郷部隊 ，是日本關東軍在第二次中日戰爭期間於滿洲國哈爾濱外北銀河建立的一個監獄營，用於進行對人類實驗的秘密生物戰研究。該營地於1937年被毀，測試活動隨後轉移到731部隊的平房基地進行。該營地能同時容納最多1,000名囚犯。

## 背景
1930年，日本帝國陸軍生物和化學戰研究者石井四郎博士向日本戰爭部提出建立生物武器計劃的請願。在陸軍部長荒木貞夫和東京陸軍醫學專門學校校長小泉親彦的支持下，成立了一個新的免疫學部門，開始了生物武器計劃。 石井博士作為「防疫研究實驗室」的負責人開始了生物戰研究。 儘管保護日本軍隊免受疾病的部分議程，該實驗室的主要目標是開發一種有效的傳播流行病的手段。 在與實驗動物的初步結果鼓舞下，石井博士尋求通過人體試驗來重現這些結果。由於遏制問題和道德限制，無法在東京的實驗室進行人體實驗。
1932年，日本帝國陸軍在滿洲事變後入侵滿洲。隨後對滿洲的佔領提供了一個有利於石井博士研究的環境，因為人體試驗對象「可以像捉老鼠一樣從街上抓來」。 石井博士將他的實驗室遷移到哈爾濱附近的一個軍事設施。然而，該設施周圍人口眾多的環境威脅到正在進行的人體實驗的保密性。 因此，選擇了距離哈爾濱以南約100公里的北銀河村作為第二個地點。北銀河是一個大約有300個家庭的散佈村莊，當地人稱之為中馬城。日本帝國陸軍殺光了當地居民並燒毀了村莊，只留下一座大建築適合作為總部使用。

## 描述
這個監獄營有約3米高的土牆，頂部裝有電氣化的鐵絲網，周圍有護城河和可抬起的吊橋。內部建築包括數百個房間和小型周邊實驗室、辦公樓、兵營和食堂、倉庫和彈藥庫、火葬場以及監獄牢房。日本帝國陸軍徵召了當地中國勞工進行建設。由於保密性，勞工們由武裝警衛護送並強迫戴上遮眼物，以防止他們了解他們正在建造什麼。那些在監獄營最敏感區域工作的人，例如囚室內的醫療實驗室內部，一旦建設完成，就會被處決以確保保密性。 被送到中馬城的囚犯包括普通罪犯、被捕的匪徒、反日游擊隊員，以及被日本憲兵以捏造罪名逮捕的政治犯和平民。

### 人體實驗
在監獄營內對囚犯進行了各種醫學實驗。囚犯通常以正常的飲食，如米飯或小麥、肉類、魚類，甚至偶爾的酒精飲料為主食，目的是在實驗開始時保持囚犯正常的健康狀態。在許多情況下，囚犯在幾天內被抽取血液，並詳細記錄他們惡化的身體狀況。其他人則遭受營養或水分剝奪的實驗。囚犯還被注射微生物和瘟疫細菌。數據表顯示，在至少一個案例中，當囚犯發燒達104華氏度後，他們在昏迷時被活體解剖。
在這個營地的囚犯平均存活時間為一個月。 那些在實驗中存活下來但被認為太虛弱無法進行進一步實驗的囚犯，都會被殺害。據估計，這個設施每次最多可容納500至600名囚犯，但其實際容量超過1000人。

### 關閉
1934年8月，在傳統的夏季節日期間，囚犯們被分配了特別的食物配給。一名姓李的囚犯成功地制服了他的警衛，奪取了鑰匙，解救了大約四十名同伴。雖然他們的腿被鎖住，但手臂是自由的，囚犯們能夠爬上外面的牆壁。一場大雨導致設施的電力中斷，使得搜尋燈和電子圍欄停止運作。大約十名逃亡者被警衛槍殺，其他人被重新捕獲並遭到報復性的虐待，但大約十六人成功逃脫。其中一些男子很快因暴露在外、飢餓、寒冷以及實驗造成的傷害而死亡，但幾人成功生還，並宣傳了石井及其下屬進行的不人道實驗的消息。 儘管如此，國民黨軍隊並未對這些報告予以注意。由於引起了重大的公眾關注，中馬城被關閉，其活動轉移到更靠近哈爾濱的新地點，稱為平房（黑泊），後來成為731部隊的所在地。一位逃亡者王子陽的證詞在1980年代由平房博物館的副館長肖漢收集。 2010年出版的圖像小說《Maruta 454》由保羅-亞尼克·拉克雷、宋陽和帕斯托根據王子陽的證詞描述了從東郷部隊逃出的12名中國囚犯的故事。